# Котков, Сергей Васильевич
Сергей Васильевич Котков (1941—2012) — советский и российский тренер по академической гребле. Заслуженный тренер РСФСР.

## Биография
Родился в 1941 году в Ленинграде.
С 1956 года начал заниматься академической греблей. Выступал за ленинградское ДСО «Труд» и клуб «Красное знамя» под руководством тренеров В. А. Савримович и В. А. Кирсанова. Был чемпионом Ленинграда, в 1959—60 гг. входил в сборную города.
В 1971 году окончил ГДОИФК им. П. Ф. Лесгафта.
В течение многих десятилетий занимался тренерской деятельностью. Работал старшим тренеров в СШМ в городе Сортавала Карельской ССР, в ленинградских ДСО «Динамо» и клубе «Красное знамя». Под его руководством проходили спортивную подготовку В. Смирнов, А. Кирьянов, В. Скиба, В. Александров, а также В. Дидук, серебряный призёр Олимпийских игр 1988 года в Сеуле. Всего им было подготовлено около 70 мастеров спорта
В 1990 году был удостоен почётного звания «Заслуженный тренер РСФСР». Впоследствии неоднократно участвовал в чемпионатах по академической греблей среди ветеранов.
Скончался в июне 2012 года. В последний год своей жизни работал тренером в Английском гребном клубе Санкт-Петербурга.
В 2013 году в честь Сергея Васильевича в Санкт-Петербурге прошли соревнования по гребле.